# Alan King Tennis Classic 1978
L'Alan King Tennis Classic 1978 è stato un torneo di tennis giocato sul cemento. È stata la 7ª edizione dell'Alan King Tennis Classic, che fa parte del Colgate-Palmolive Grand Prix 1978. Si è giocato a Las Vegas negli USA, dal 24 al 30 aprile 1978.

## Campioni

### Singolare
Harold Solomon ha battuto in finale  Corrado Barazzutti che si è ritirato sul punteggio di 6–1, 3–0, ritiro

### Doppio
Álvaro Fillol /  Jaime Fillol hanno battuto in finale  Bob Hewitt /  Raúl Ramírez con il punteggio di 6–3, 7–6